# Heinz Rothbucher
Heinz Rothbucher (* 1939 in Teisendorf) ist ein deutscher römisch-katholischer Theologe.

## Leben
Nach dem Abitur 1958 studierte er von 1958 bis 1966 Pädagogik, Psychologie, Theologie und Germanistik in Freising, München und Salzburg. Nach der Promotion 1966 zum Dr. phil. an der Universität Salzburg übte er von 1966 bis 1968 das Lehramt für Primarstufe (Sekundarstufe I und II). Von 1966 bis 1970 war im Schuldienst und in der Forschungsam Institut für Pädagogik der Universität Salzburg (Bereich Curriculumforschung) tätig. 1970 wurde er Universitätsassistent der Universität Salzburg bis 1. November 1972 und vertrat den Lehrstuhl Katechetik und Religionspädagogik (Wintersemester 1972). Als Dozent unterrichtete er 1974 an der Hochschule für Philosophie in München (Institut für Katechetik und Homiletik, Bereich Didaktik und Lernpsychologie). Ab 1974 lehrte er als Professor an der Pädagogischen Akademie des Bundes in Salzburg (Religionspädagogik, Pädagogische Psychologie) und Lehrbeauftragter am Institut für Erziehungswissenschaften der Universität Salzburg.